# Kelor
Kelor is een bestuurslaag in het regentschap Gunung Kidul van de provincie Jogjakarta, Indonesië. Kelor telt 2732 inwoners (volkstelling 2010).